# Sitio de Duncannon
El asedio de Duncannon tuvo lugar en 1645, durante las Guerras confederadas de Irlanda. Un ejército católico Confederado mandado por Thomas Preston sitó y conquistó la ciudad de Duncannon en el condado de Wexford a una guarnición parlamentarista inglesa. El asedio era el primer conflicto en Irlanda en el que se emplearon morteros.

## Contexto
Tras el estallido de la rebelión irlandesa de 1641, la mayoría del sureste de Irlanda cayó en manos de los rebeldes católicos. Aproximadamente 1,000 rebeldes bloquearon Duncannon, bien fortificado y defendido por una guarnición inglesa de aproximadamente 300 hombres. Alrededor de 150 soldados ingleses resultaron muertos en luchas contra los irlandeses en Redmond's Hall, pero sin artillería de asedio, o experiencia en guerras de aseido, los rebeldes no eran capaces de tomar Duncannon.
Las hostilidades continuaron a lo largo de 1642, cuando los irlandeses, ahora organizados en la Confederación Irlandesa, arrasaron los alrededores de la ciudad. Al igual que en gran parte del resto de Irlanda, el conflicto fue duro. Laurence Esmonde, Lord Esmonde, el comandante Realista colgó a 16 prisioneros irlandeses capturados en el cercano Ramsgrange. En respuesta, los irlandeses ejecutaron a 18 prisioneros ingleses en su poder.
En 1643, debido a su necesidad de tropas para afrontar la Guerra Civil, Carlos I firmó un alto el fuego con los confederados. Como resultado, las hostilidades de resultado entre Duncannon y los católicos quedaron suspendidas.

## Esmonde cambia de bando
De todos modos, en 1644, la guarnición inglesa de Cork, mandada por Lord Inchiquin, descontenta con la tregua firmada con los Confederados, se declaró leal al Parlamento inglés Parlamento inglés, hostil hacia las fuerzas católicas irlandesas. Esmond, presionado por parte de sus hombres, también se pasó al bando Parlamentarista y reinició las hostilidades contra los católicos Confederados. Sus motivos son inciertos: aunque se había convertido al protestantismo, la familia Esmonde era anglo-irlandesa y católica, y debía su posición a la Corona.
Duncannon era una ciudad estratégicamente importante por dos razones. En primer lugar, disponía de defensas formidables. En segundo lugar, y más importante, sus cañones supervisaban la ruta marítima entre Waterford y New Ross, dos de las ciudades más importantes en manos católicas, y puertos por los que entraba la ayuda militar europea para los irlandeses.
Necesitando mantener abierto este canal y también temiendo la presencia de una guarnición inglesa en el corazón de su territorio, el Consejo Supremo de los Confederados en Kilkenny envió a Thomas Preston, general de su ejército de Leinster, a tomar Duncannon en enero de 1645. Preston tenía a su disposición 1.300 hombres, cuatro cañones y un mortero. El mortero, el primero de su tipo en ser utilizado en Irlanda, había sido donado por España el año anterior y estaba mandado por un ingeniero militar francés llamado Nicholas La Loue . La Loue había servido con Preston en Flandes y era jefe de ingeniería en el ejército de Leinster. 

## El asedio
Duncannon poseía defensas formidables. Por un lado, estaba ubicada en una península y solo podía ser abordada desde el norte, ya que los otros tres lados afrontaban  el mar. Justo al lado de la ciudad, atracaron cuatro barcos parlamentarios, que suministraban a Duncannon comida y refuerzos. En segundo lugar, poseía dos líneas de fortificaciones, la línea exterior era una muralla más moderna de baja profundidad protegida por una zanja seca y la pared interior era una cortina medieval, con tres torres. Sin embargo, tenía dos debilidades graves; primero, era visible desde una colina al norte, desde la cual un atacante podía bombardear la ciudad y, en segundo lugar, el suministro de agua también se encontraba fuera de las murallas. 
Preston llegó a Duncannon el 20 de enero y procedió a construir un anillo de trincheras que rodeaba Duncannon por tierra. Desde la colina que dominaba la ciudad al norte, sus armas podían disparar sobre un escuadrón de cuatro barcos parlamentarios que estaban atracados en Duncannon y proporcionaban suministros a la ciudad. El buque insignia, el Great Louis sufrió graves daños, quedando su mástil destrozado por el fuego de los cañones, y recibió varios golpes más del mortero mientras intentaba escapar. El barco se hundió en aguas profundas, ahogando a su tripulación y a los 200 soldados que estaban a bordo. 
Después de cortar los suministros a Duncannon desde el mar, Preston procedió a cavar zapas más cerca de los muros, con el objetivo final de llevar su cañón lo suficientemente cerca como para abrir una brecha para lanzar el asalto. Sus ingenieros también cavaron una mina debajo de uno de los bastiones de la ciudad. Mientras, los defensores de la ciudad fueron mantenidos bajo fuego constante de  mortero y, a medida que las tropas confederadas se acercaban, por francotiradores. El 12 de marzo, uno de esos francotiradores mató al segundo al mando del fuerte, el capitán Lurcan, quien recibió un disparo en la cabeza por una bala. 
El 16 de marzo, cuando las trincheras irlandesas estaban "a tiro de pistola de los muros", Preston ordenó hacer explotar la mina, abriendo una brecha en los muros exteriores de Duncannon. La infantería irlandesa asaltó la ciudad, pero fueron derrotados con algunas pérdidas. Al día siguiente, Día de San Patricio, Preston lo intentó de nuevo y esta vez sus tropas lograron tomar los muros exteriores más modernos de la ciudad, pero fueron detenidos en las murallas medievales internas de Duncannon. Consiguieron ocupar una de las torres de la ciudad durante una hora antes de ser derrotados. Geoffrey Barron, un político confederado, que llevó un diario del asedio, informó que 24 soldados irlandeses murieron en los dos asaltos. 

## La rendición
En este punto, Preston convocó a Esmonde para a la rendición, antes de tener que llegar a extremos. Esta era una amenaza soterrada, dando a entender que si la ciudad era tomada, sus defensores serían pasados por la espada, como era costumbre en los asedios de la época. Esmonde también recibió la recomendación de rendirse del vicealmirante parlamentarista, William Smith, anclado en la costa con siete barcos, pero sin posibilidad de asistir a los sitiados. En una carta recibida por Esmonde el 11 de marzo, Smith advertía que "si los rebeldes toman el fuerte por asalto, indudablemente os matarán a todos ... deberías llegar a un acuerdo con el enemigo mientras puedas". '. Esmond hizo leer carta de Smith públicamente a sus tropas después de los ataques del 16-17 de marzo para desalentar a aquellos que defendían la resistencia. 
Además del riesgo de masacre, la guarnición inglesa disponía de muy poca pólvora y agua. La única fuente de agua dulce de la ciudad, un pozo, estaba detrás de las líneas de asedio de la Confederación. 
A la luz de estos hechos, Esmonde entregó formalmente Duncannon a Preston el 18 de marzo. Los confederados tomaron posesión de la ciudad, pero permitieron a su guarnición dirigirse a Youghal, en manos protestantes. Sin embargo, tuvieron que dejar atrás las 18 piezas de artillería. El propio Esmonde murió pocos días después del final del asedio. Preston asediaría brevemente Youghal, pero el mal tiempo, la falta de suministros y las disputas con Castlehaven, el general confederado de Munster, pusieron fin a su campaña ese invierno. 
El asedio fue importante ya que reabrió la ruta marítima hacia Waterford y eliminó un enclave inglés en territorio confederado. Preston, que durante muchos años había sido el  gobernador militar español de Lovaina, tenía mucha experiencia en la guerra de asedio y su actuación en el asedio recibió grandes elogios. No solo tomó la ciudad, sino que lo hizo con relativamente pocas bajas. Sesenta y siete soldados confederados murieron en el asedio, de los cuales aproximadamente 30 fueron por enfermedad. Dado que la campaña se realizó en medio del invierno, en una época en que la enfermedad mataba rutinariamente a muchos más soldados que el combate, esto representaba un logro logístico considerable por parte del general irlandés. 
El Gran Lewis, el buque Parliamentario hundido durante el asedio, fue redescubierto en 1999 y recuperado en 2004.

## El asedio de Cromwell
Duncannon fue asediado nuevamente durante la conquista de Irlanda por Cromwell por las fuerzas del Parlamento inglés, como parte del asedio de Waterford. Consiguió resistir el asedio de Oliver Cromwell en 1649, pero se rindió tras un largo bloqueo de Henry Ireton en 1650. 